# Simeulue Timur
Simeulue Timur (indonez. Kecamatan Simeulue Timur) – kecamatan w kabupatenie Simeulue w okręgu specjalnym Aceh w Indonezji.
Kecamatan ten znajduje się w środkowo-wschodniej części wyspy Simeulue, obejmując także mniejsze wyspy w jej pobliżu, w tym Pulau Benal, Pulau Naruh, Pulau Panjang i Pulau Simuat. Graniczy z kecamatanami: od zachodu z Teluk Dalam, od południa z Teupah Barat, a od wschodu z Teupah Selatan.
W 2010 roku kecamatan ten zamieszkiwało 28 931 osób, z których 14 962 stanowiły ludność miejską, a 13 969 ludność wiejską. Mężczyzn było 14 947, a kobiet 13 984. 28 712 osób wyznawało islam, a 142 chrześcijaństwo.
Znajdują się tutaj miejscowości: Air Dingin, Air Pinang, Amaiteng Mulia, Ameria Bahagia, Ganting, Kota Batu, Kuala Makmur, Linggi, Lugu, Pulau Siumat, Sefoyan, Sinabang, Suak Buluh, Suka Jaya, Suka Karya, Suka Maju, Ujung Tinggi.